# Colobanthus buchananii
Colobanthus buchananii är en nejlikväxtart som beskrevs av Thomas Kirk.
Colobanthus buchananii ingår i släktet Colobanthus, och familjen nejlikväxter. Inga underarter finns listade i Catalogue of Life.